# 19 جمادى الأولى
- السبت
- الأحد
- الاثنين
- الثلاثاء
- الأربعاء
- الخميس
- الجمعة

- 302 نوفمبر 2024
- 13 نوفمبر 2024
- 24 نوفمبر 2024
- 35 نوفمبر 2024
- 46 نوفمبر 2024
- 57 نوفمبر 2024
- 68 نوفمبر 2024
- 79 نوفمبر 2024
- 810 نوفمبر 2024
- 911 نوفمبر 2024
- 1012 نوفمبر 2024
- 1113 نوفمبر 2024
- 1214 نوفمبر 2024
- 1315 نوفمبر 2024
- 1416 نوفمبر 2024
- 1517 نوفمبر 2024
- 1618 نوفمبر 2024
- 1719 نوفمبر 2024
- 1820 نوفمبر 2024
- 1921 نوفمبر 2024
- 2022 نوفمبر 2024
- 2123 نوفمبر 2024
- 2224 نوفمبر 2024
- 2325 نوفمبر 2024
- 2426 نوفمبر 2024
- 2527 نوفمبر 2024
- 2628 نوفمبر 2024
- 2729 نوفمبر 2024
- 2830 نوفمبر 2024
- 291 ديسمبر 2024
- 12 ديسمبر 2024
- 23 ديسمبر 2024
- 34 ديسمبر 2024
- 45 ديسمبر 2024
- 56 ديسمبر 2024

19 جُمادى الأولى أو 19 جُمادی‌ الاَوَّل أو يوم 19 \ 5 (اليوم التاسع عشر من الشهر الخامس) هو اليوم السابع والثلاثون بعد المائة (137) من أيَّام السنة (أو الثامن والثلاثون بعد المائة لو كان شهر ربيع الآخر مُتممًا لليوم الثلاثين أو التاسع والثلاثون بعد المائة لو أتم كلًا من صفر وربيع الآخر ثلاثين يومًا) وفق التقويم الهجري القمري (العربي). يبقى بعده 217 أو 218 يومًا لانتهاء السنة.

## أحداث
- 978هـ - فيليب الثاني ملك إسبانيا يصدر مرسومًا يخول فيه الجنود الإسبان قتل الأندلسيين المسلمين واليهود وسبي نسائهم.
- 1149هـ - الدولة العثمانية توقع اتفاقًا مع نادر شاه أكبر ولاة فارس في مدينة تفليس لتحديد الحدود بينهما.
- 1341هـ - الصحفي محمد بن الحنفية يصدر جريدة «المنجنيق» الفكاهية في تونس، التي لم يصدر منها سوى عدد واحد، فكانت آخر جريدة هزلية تصدر في تونس بعد الحرب العالمية الأولى.
- 1347هـ - إصدار الحكومة التركية في عهد مصطفى كمال أتاتورك مرسومًا بإدخال الحروف اللاتينية بدلًا من الحروف العربية في الكتابة، وتعميم استعمالها في خلال خمسة عشر عامًا، تبدأ بالصحف ثم بالكتب، ونصَّ المرسوم على حذف الكلمات العربية والفارسية بالتدريج من اللغة التركية.
- 1352هـ - وفاة الملك العراقي فيصل الأول في مدينة إبرن بسويسرا، ومبايعة ابنه غازي ملكًا على العراق.
- 1390هـ - تأسيس الكتلة الوطنية في المغرب وضمت حزب الاستقلال والاتحاد الوطني للقوات الشعبية. وقررت هذه الكتلة مقاطعة الانتخابات التشريعية والاستفتاء على الدستور حينها.
- 1411هـ - الإعلان عن تأسيس حركة مجتمع السلم «حمس» في الجزائر بزعامة محفوظ نحناح.
- 1418هـ - المسلحون في الجزائر يذبحون 53 شخصًا في «قرية قلب الكبير».
- 1439هـ - تتويج المنتخب المغربي ببطولة أمم إفريقيا للمحليين 2018 للمرة الأولى في تاريخه.
- 1445هـ - جيش الاحتلال الإسرائيلي يواصل قصف قطاع غزة، بعد انتهاء الهدنة المؤقتة التي استمرت سبعة أيام.
- 1446هـ - المحكمة الجنائية الدولية تصدر مذكرات اعتقال ضد رئيس الوزراء الإسرائيلي بنيامين نتنياهو ووزير الدفاع السابق يوآف غالانت، بالإضافة إلى محمد الضيف، القائد العام لكتائب الشهيد عز الدين القسام.

## مواليد
- 1356هـ - أنسي الحاج، شاعر لبناني.
- 1373هـ - عايدة رياض، ممثلة مصرية.
- 1384هـ - راندا عوض، ممثلة مصرية من أصل لبناني.
- 1394هـ - محمد الصيرفي، ممثل كويتي.

## وفيات
- 911هـ - جلال الدين السيوطي، علامة موسوعي وفقيه مجدد في الإسلام.
- 1337هـ - تركي الأول بن عبد العزيز آل سعود، أكبر أبناء الملك عبد العزيز.
- 1352هـ - فيصل الأول، ثالث أبناء شريف مكة الحسين بن علي الهاشمي وأول ملوك المملكة العراقية.
- 1355هـ - حسن بن إبراهيم بحر العلوم، شاعر عراقي عثماني.
- 1410هـ - جورج شحادة، شاعر وكاتب مسرحي لبناني كتب أعماله باللغة الفرنسية.
- 1411هـ - تونكو عبد الرحمن، رئيس وزراء ماليزيا.
- 1420هـ - عبد الله البردوني، شاعر وأديب يمني.
- 1431هـ - موشيه هيرش، حاخام يهودي فلسطيني زعيم حركة ناطوري كارتا المعارضة للحركة الصهيونية.

## وصلات خارجية
- موقع قصة الإسلام: حدث في شهر جُمادى الأولى.